# Słobódka (rejon stryjski)
Słobódka (ukr. Слобідка) – wieś na Ukrainie w rejonie stryjskim obwodu lwowskiego.
Miejsce zbrodni na cywilach, dokonanej w roku 1944 przez UPA.